# 勝田銀次郎

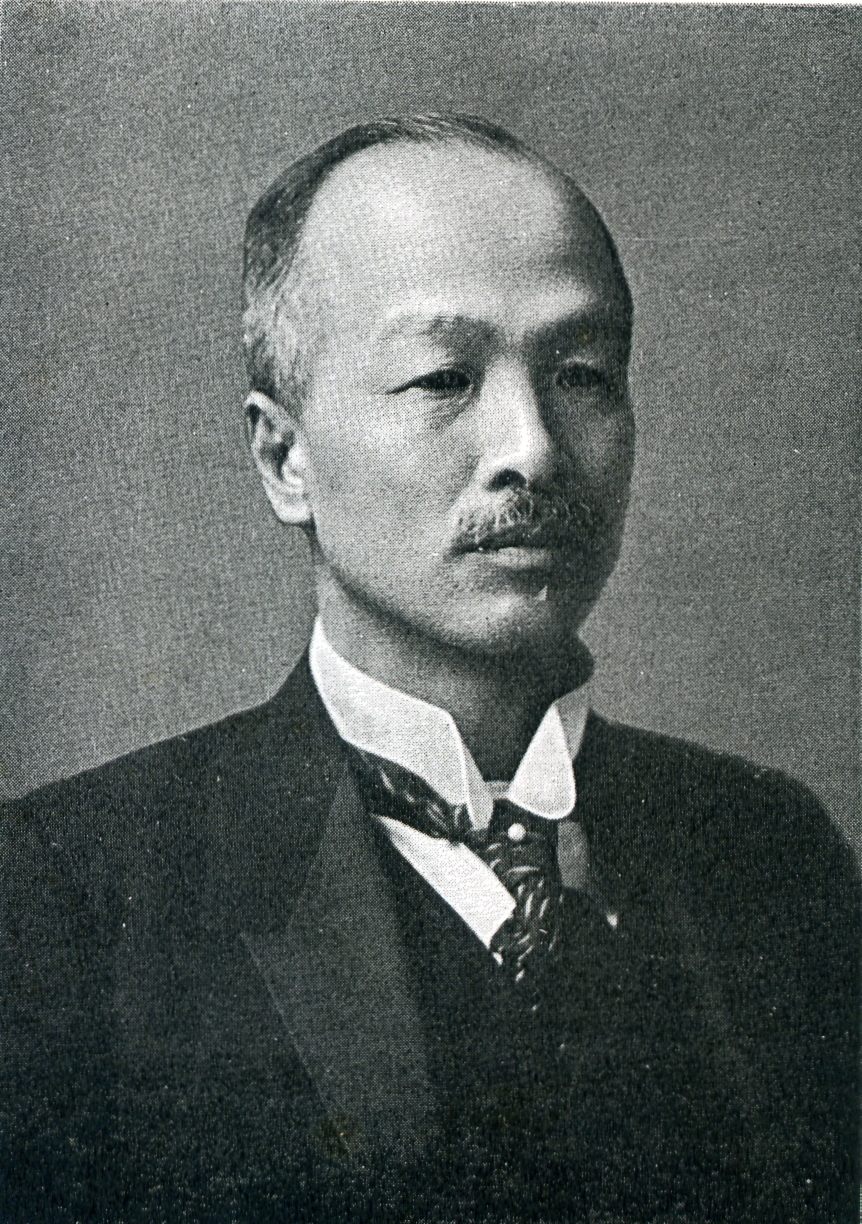
勝田銀次郎の肖像写真

勝田 銀次郎（かつた ぎんじろう、1873年（明治6年）10月1日 - 1952年（昭和27年）4月24日）は、日本の政治家、実業家。勝田商会創業者。山下亀三郎、内田信也と並ぶ「三大船成金」の一人。神戸市会議員、衆議院議員、貴族院議員、第8代神戸市長（在任：1933年12月21日 - 1941年12月20日）。準戦時体制下の神戸市政を担い「鉄腕市長」と呼ばれた。愛媛県出身。

## 生涯
1873年（明治6年）10月、愛媛県松山で米穀商の長男として生まれる。中学校（松山中学校）卒業前に父親を亡くした勝田は19歳の時に北海道へ移住し一旗揚げようとするが、その道中で出会った東京英和学校（青山学院の前身）校長の本多庸一に学問とりわけ外国語を身に着けることの大切さを説かれ、同校予備学部に入学した。
1894年（明治27年）に同校を中退した後、大阪と神戸で貿易店に勤務し、1900年（明治33年）に独立して勝田商会を設立した。1914年（大正3年）の第一次世界大戦勃発を機に同社を勝田汽船に発展させた勝田は神戸を代表する海運事業主となり、山下亀三郎（山下汽船）、内田信也（内田汽船）とともに「三大船成金」の一人に数えられた。しかし終戦後の海運不況により凋落し、1929年（昭和4年）に勝田汽船は倒産した。この間、1918年（大正7年）兵庫県多額納税者として貴族院議員に互選され、同年9月29日から1925年（大正14年）9月28日まで1期在任した。また、1917年（大正6年）から1929年（昭和4年）まで神戸市会議員を3期務め、1925年（大正14年）から1929年（昭和4年）まで議長を務めた。
1928年（昭和3年）の第16回衆議院議員総選挙において兵庫1区（当時）から中立（無所属）で立候補し、落選。1930年（昭和5年）の第17回衆議院議員総選挙において立憲政友会公認で立候補し、当選。衆議院議員を1期務め、1932年（昭和7年）の第18回衆議院議員総選挙は不出馬。
1933年（昭和8年）12月21日、2期8年をもって退任した黒瀬弘志の後を受け、第8代神戸市長に就任。灘埠頭の埋め立て、道路建設、道路舗装工事など公共事業を積極的に行い、後に第12代神戸市長原口忠次郎は自身の都市計画を「勝田さんの志を継ぐ範囲を出ていない」と評している。1938年（昭和13年）7月に阪神大水害が発生した際には「神戸進軍」と称して不眠不休で陣頭指揮をとり、復興予算の計上について政府への陳情を行った。
1941年（昭和16年）12月20日に神戸市長を退任。退任を表明すると周囲からは慰留の声も上がったが、「男子の一言、金鉄のごとし」と固辞した。その後は公職追放を受けた上、脳出血に倒れるなど不遇であったが、1951年（昭和26年）に公職追放が解除され、神戸市最高顧問に就任した。1952年（昭和27年）4月24日死去。同月30日に王子公園体育館で市民葬が執り行われ、5000人余りが参列した。

## 人物
神戸市元職員の原忠明によると、勝田は気性が激しかった。市会議員を相手に額に青筋を立てて怒ったエピソードから「青筋市長」とも呼ばれた。一方で信義に厚く義侠心に強いところがあり、勝田汽船時代には船価が下がったことを受けて取引相手の造船所が受注価格を下げる提案をしたところ、「男がいったん約束したことだ」と突っぱねたという逸話を残している。風貌はイギリス風の紳士であったという。

## エピソード

### 陽明丸
大正7年(1918年)、ロシア革命後の内戦から逃れる為、4歳から18歳ぐらいまでの子供たち約800人が難民となり、ウラジオストクでアメリカ赤十字社に保護されていた。さらに戦火が及ぶことを心配したアメリカ赤十字社からの要請により、日本の貨物船が子供たちの受け入れを決めた。その船が勝田汽船所有の『陽明丸』であった。
陽明丸は貨物船だった為、勝田銀次郎が多額の改造費を寄付して子供たちが航海できる客船仕様に改造された。
陽明丸（船長：茅原基治）は大正9年（1920年）7月、ウラジオストクまで子供たちを迎えに行き、太平洋と大西洋を約3か月かけて航海した後、フィンランドへ送り届けた。子供たちは同年10月、無事に故郷のペトログラードへ戻ることができたという。2014年、日本で開かれた「第2回日本・ロシアフォーラム」にて、森喜朗元首相等の講演でも「陽明丸」は取り上げられ、ロシアの下院議長らに伝えられた。

### 勝田館

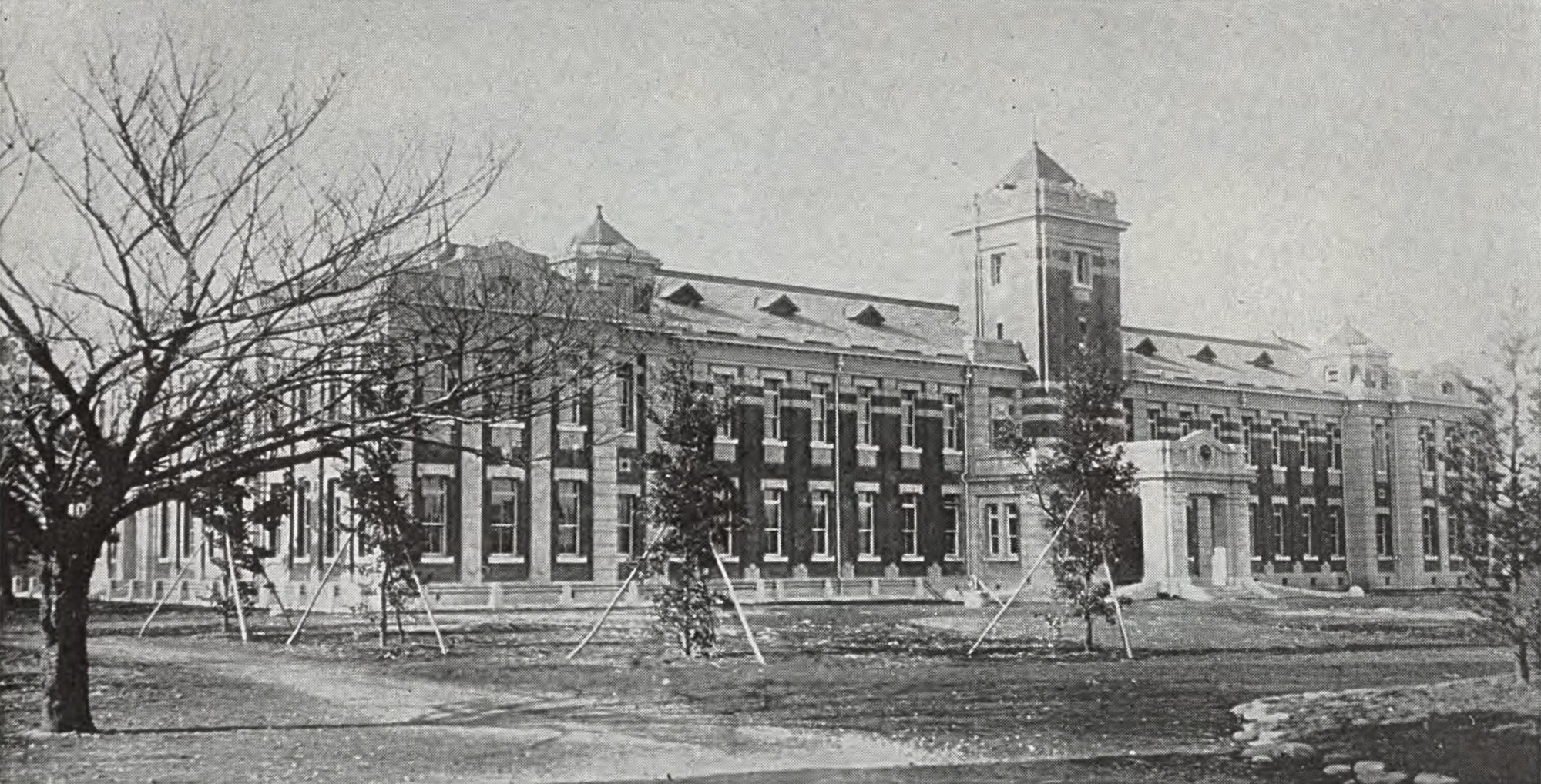
勝田館

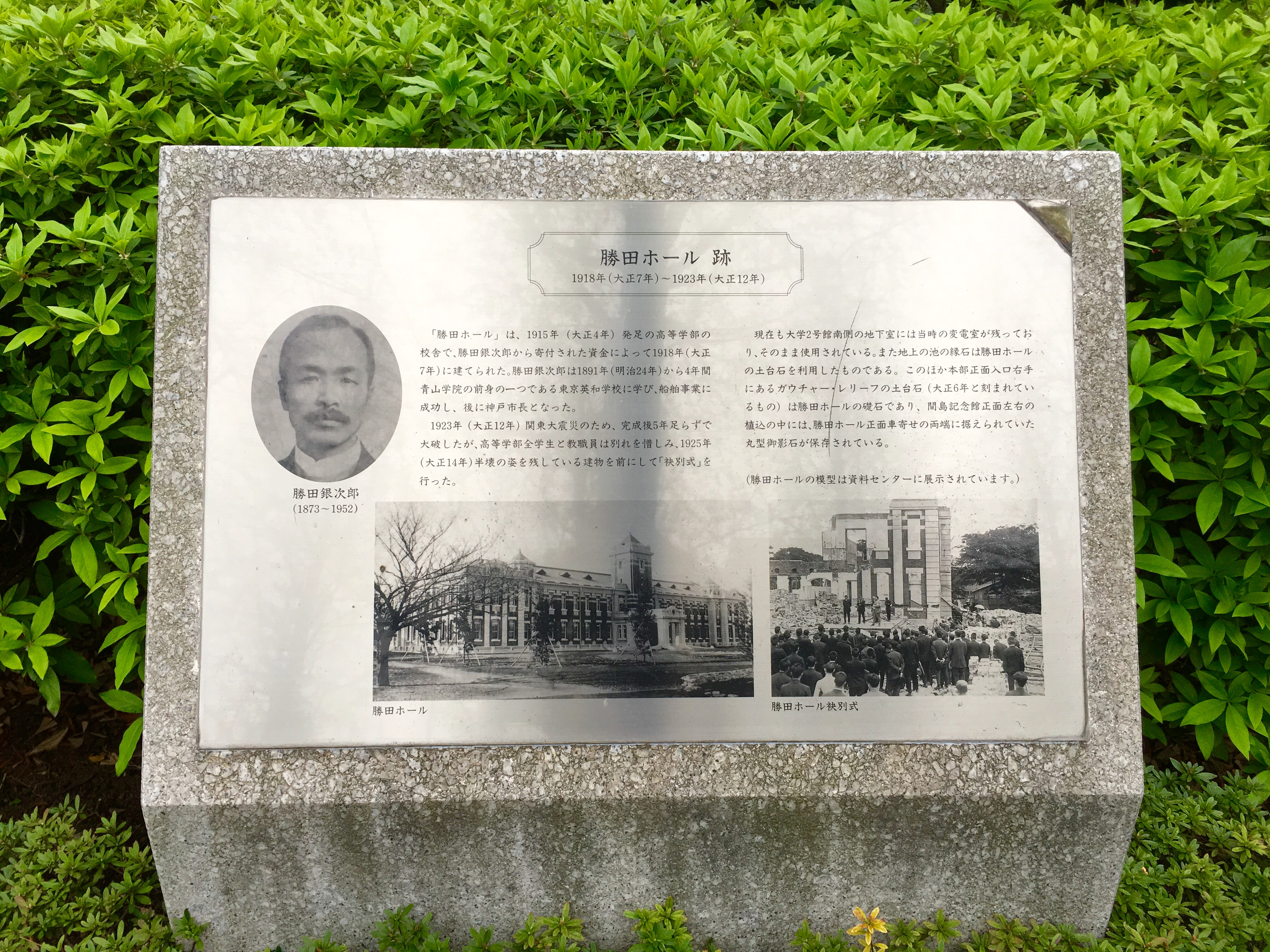
青山学院青山キャンパス内の勝田ホール碑

1916年、勝田は青山学院の高等学部校舎と院長館の建設費を全額負担することを表明した。高等学部校舎は勝田銀次郎の名にちなんで「勝田館（ホール）」と命名された。
- 煉瓦造地上2階、地下1階建て
- 総坪数：600坪4合6勺（1,980m2）
  - 階上 - 教室（11室）
  - 階下 - 院長室、教員室、事務室、応接室、図書室、商品陳列室、卒業生室、教室（2室）
- 設計：辰野金吾、片岡安
- 起工：1917年1月
- 竣工：1918年11月
- 総工費：25万円

煉瓦造りの荘厳な建築で「東京市の名物」と称されることもあったが、1923年の関東大震災により大破した。青山学院の教職員と全学生は1925年5月14日に「勝田館袂別式」を行い、取り壊される勝田館への別れを惜しんだ。
一方、院長館は関東大震災では奇跡的に倒壊を免れたが、これも太平洋戦争の空襲によって焼失し、現存しない。